# Липовка (Башкортостан)
Липовка (баш. Липовка) — деревня в Кармаскалинском районе Республики Башкортостан Российской Федерации. Входит в состав Старобабичевского сельсовета. 

## География

### Географическое положение
Расстояние до:
- районного центра (Кармаскалы): 27 км,
- центра сельсовета (Старобабичево): 5 км,
- ближайшей ж/д станции (Тюкунь): 11 км.

## Население
| 2002 | 2009 | 2010 |
| ---- | ---- | ---- |
| 2    | ↗8   | ↘0   |

Национальный состав
Согласно переписи 2002 года, преобладающая национальность — русские (100 %).